# 鼎新镇 (荣县)
鼎新镇，是中华人民共和国四川省自贡市荣县下辖的一个乡镇级行政单位。

## 行政区划
鼎新镇下辖以下地区：
鼎新寺社区、大龙村、学堂村、鼎新村、瓦厂村、老当村、顺利村、红胜村、和平村、李家村、西堰村和鲤鱼村。